# Теория двойной наследственности
Те́ория двойно́й насле́дственности (англ. dual inheritance theory, также известная как теория генно-культурной коэволюции или биокультурная эволюция) — теория, разработанная в 1960—1980-х годах с целью объяснить человеческое поведение с точки зрения двух различных, но взаимодействующих процессов: генетической эволюции и культурной эволюции. В рамках теории двойной наследственности культура определяется как информация или поведение, приобретенное посредством социального научения. Одно из центральных утверждений этой теории заключается в том, что частично развитие культуры происходит по аналогии с генетической эволюцией в процессе дарвиновского отбора.
В данном контексте понятие «культура» определяется как «социально приобретенное поведение», а «социальное научение» — как «копирование поведения, наблюдаемого у других, или приобретение поведения в процессе обучения». Большинство моделей поведения, рассматриваемых в этой теории, соответствуют первому процессу (копирование), хотя со временем они могут перейти в категорию обучения. В простейшем случае социальное научение предполагает слепое копирование модели поведения. В основе выбора объекта копирования могут лежать следующие преференции: успех (копирование поведения тех, кто по определённым параметрам считается успешнее), социальный статус (копирование поведения индивидов с более высоким социальным статусом), тяга к подобному (копирование поведения тех, кто кажется похожим), конформизм (копирование наиболее распространенной модели поведения), и т. д. Социальное научение — это система повторений моделей поведения. Каждая приобретенная посредством социального научения культурная модель обладает определённой степенью жизнеспособности, в чём и заключается, исходя из определения эволюционной структуры, культурная эволюция.

## Теоретические основы
Согласно теории двойной наследственности, эволюция Человека разумного (Homo sapiens) включает в себя взаимодействие генетической и культурной эволюций. Естественный отбор генотипов является важным компонентом эволюции человеческого поведения, и развитие культурных особенностей может сдерживаться генетическими императивами. В рамках теории двойной наследственности существуют три основных утверждения:

### Приспособление как культурный потенциал
Способность человека хранить и передавать культурные особенности возникла из приобретенных в процессе генетического развития психологических механизмов. Это означает, что в какой-то момент эволюции человеческого рода вид социального научения, способствующего развитию процесса культурного накопления, стал с эволюционной точки зрения выгоден.

### Культура развивается
Процесс социального научения порождает культурную эволюцию. Культурные особенности передаются не так как генетические и, соответственно, на уровне популяции по-другому влияют на изменение поведения.

### Гены и культура развиваются совместно
Культурные особенности изменяют социальную и физическую среды, в которых происходит генетический отбор. Например, развитие сельского хозяйства и молочной промышленности запустило процесс генетического отбора по признакам, отвечающим за способность переваривать крахмал и лактозу. Вероятно, что когда культура стала адаптивной, благодаря генетическому отбору была усовершенствована и когнитивная архитектура, которая хранит и передает культурную информацию.
Теоретики двойной наследственности также утверждают, что в определённых ситуациях культурная эволюция для сохранения выбирает неподходящие с точки зрения генетической эволюции свойства. В качестве примера можно привести демографический переход, который описывает значительный спад рождаемости в индустриально развитых обществах. Описанная тенденция может быть результатом стремления к престижу, то есть ситуации, когда в качестве основной культурной модели в индустриальных обществах выбирается поведение, которому соответствует отказ от размножения в пользу бо́льшего социального влияния/

## Представление о культуре
Термином «культура» описывают целый ряд феноменов. В рамках теории двойной наследственности под «культурой» подразумевают:
Приобретенная посредством социального научения информация, которая хранится в мозгу индивида и которая способна влиять на его поведение
Такой взгляд на культуру фокусируется на процессах, благодаря которым она создается и сохраняется. Он также рассматривает культуру как динамическое свойство личности, а не данность, которой индивид должен соответствовать. Основным преимуществом такого подхода является то, что он соединяет индивидуальные и популяционные процессы между собой.

## Культурное влияние на генетическую эволюцию
Культура определённым образом влияет на развитие тех или иных генов и на их частотность в рамках популяции. Один из самых известных примеров такого влияния — генетическая предрасположенность к усваиванию лактозы у взрослых людей в Северной Европе и в некоторых африканских странах, то есть обществах, где развитие сельского хозяйства и молочной промышленности имеет долгую историю. В восточноазиатских или индейских обществах наоборот сохранился типичный для млекопитающих генотип, для которого характерно прекращение выработки лактазы, необходимой для переваривания молочных продуктов, во взрослом возрасте. Это доказывает, что практика выращивания крупного рогатого скота для производства мясных и молочных продуктов привела к тому, что в процессе эволюции развились гены, отвечающие за усвоение лактозы.
Последние исследования в области естественного отбора показывают, что за последние 10 000 лет скорость генетических изменений увеличилась.

## Механизмы культурной эволюции
Теория двойной наследственности описывает культурную эволюцию, используя пять основных механизмов: естественный отбор культурных вариантов, случайный выбор, культурный дрейф, управляемый выбор и погрешность выбора.

### Естественный отбор
Культурные различия могут привести к увеличению числа индивидов, обладающих наиболее благоприятными признаками, и соответствующему уменьшению тех, у кого данные особенности отсутствуют. Закономерность этого селективного процесса зависит от критериев переноса и может повлиять на распространение такого поведения, которое лучше всего соответствует конкретным условиям.

### Случайный выбор
Случайный выбор можно сопоставить с таким явлением, как генетическая мутация. Это ошибка, допущенная в процессе научения, неправильное проецирование или воспроизведение культурной информации.

### Культурный дрейф
Культурный дрейф — процесс схожий с дрейфом генов в эволюционной биологии. В рамках культурного дрейфа частота культурных особенностей в популяции может быть подвержена случайным колебаниям из-за возможности существования различных сочетаний наблюдаемых и передаваемых черт (так называемая «ошибка выборки»). Эти колебания могут привести к исчезновению некоторых культурных вариаций — явление, которое особенно хорошо прослеживается в небольших популяциях.

### Управляемый выбор
Культурные особенности могут распространиться в популяции в результате индивидуального обучения. Индивид приобретает определённую черту и передает её остальным членам популяции. Процесс управляемого выбора зависит от адаптивных стандартов, которые определяют, какие именно культурные варианты приобретаются.

### Погрешность выбора
Понимание различных способов передачи культурных особенностей было основным вопросом теории двойной наследственности с 1970х Когда одни культурные варианты получают определённый приоритет в процессе культурной трансмиссии, появляются погрешности выбора (передачи). В 1985 Роберт Бойд и Питер Ричерсон определили и смоделировали некоторые возможные погрешности выбора (передачи). Список этих погрешностей существенно дополнили Джозеф Хенрик и Ричард Макэлрит.

#### Сущностные погрешности
Сущностные погрешности появляются в результате генетических предрасположенностей, определённых существующими культурными особенностями предпочтений или комбинации одних и других. Например, выбор продуктов питания может зависеть от генетически заложенной непереносимости (или наоборот) сладкой или жирной еды и от традиционных практик и табу, связанных с процессом потребления пищи. Сущностные погрешности называют также «постоянными погрешностями».

#### Ситуативные погрешности
Ситуативные погрешности возникают, когда индивид, чтобы определить какого варианта поведения придерживаться, использует «подсказки», распространенные мнения, о социальной структуре своей популяции. Этот выбор происходит без оглядки на содержание приобретенного поведения. Ситуативные погрешности делятся на две группы: предубеждения, в основе которых лежит пример конкретного поведения или предубеждения на базе степени распространенности этого поведения.
В первом случае индивид выбирает «поведенческую модель», которую копирует. Существуют четыре категории предубеждений, в основе которых лежит пример конкретного поведения: существование универсального способа достижения высокого социального статуса, необходимость подстраивать поведенческую модель под определённый набор навыков, универсальный характер способов достижения успеха и копирование поведенческой модели, основанной на схожих культурных особенностях.
Во втором случае индивид выбирает определённую поведенческую модель, основываясь на степени её распространенности среди членов популяции. Это может быть либо самая распространенная модель, либо, наоборот, самая непопулярная.

## Социальное научение и кумулятивная культурная эволюция
В рамках теории двойной наследственности культурная эволюция зависит от развития системы социального научения. С эволюционной точки зрения социальное научение становится выгодным тогда, когда окружающая среда изменяется, с одной стороны, с достаточной скоростью, чтобы не наследовались генетические изменения, а с другой — не достаточно быстро, чтобы индивидуальное обучение оказалось более эффективным.
Кумулятивная культура характерна только для людей, некоторых птиц и шимпанзе. Согласно Роберту Бойду и Питеру Ричерсону, эволюция кумулятивной культуры зависит от наблюдательного обучения, которое оказывается неэффективным у других существ, если конкретная модель поведения не является доминирующей в популяции. Ученые предположили, что изменения, происходившие в Плейстоцене, создали необходимые «правильные» условия окружающей среды. Психолог Майкл Томасселло утверждает, что кумулятивная культурная эволюция базируется на эффекте храповика, который появился, когда люди начали развивать когнитивную архитектуру. В 80х годах Томасселло обнаружил различия наблюдательного обучения у людей и у человекообразных обезьян, что в какой-то степени объясняет разницу между «традициями» приматов и разными человеческими культурами.

## Культурный групповой отбор
Хотя групповой отбор в процессе генетической эволюции считается незначительным механизмом, он может оказаться движущей силой культурной эволюции, если учитывать природу культурной наследственности. Дело в том, что склонность к конформизму (один из видов ситуационных погрешностей) не дает новым поведенческим моделям распространяться в рамках одной популяции. Также благодаря ей поддерживается разнообразие между группами. Эти два условия, которые редко встречаются с точки зрения генетической наследственности, являются ключевыми для правильного функционирования группового отбора. Основываясь на моделях, ранее описанных Луиджи Лукой Кавалли-Сфорца и Маркусом Фельдманом, Бойд и Ричерсон показали, что склонность к конформизму практически неизбежна, когда культурные особенности передаются посредством социального обучения, что доказывает, что групповой отбор является распространенным явлением в культурной эволюции. Изучение небольших групп в Новой Гвинеи выявило, что культурный групповой отбор может использоваться для объяснения продолжительных изменений в социальной структуре группы, но никак не для быстрых трансформаций.

## Историческое развитие теории
Идея о том, что культурная эволюция использует те же механизмы, что и генетическая эволюция, зародилась ещё во времена Дарвина. В 1960-х Дональд Томас Кэмпбелл опубликовал свои первые теоретические работы, в которых применил принципы эволюционной биологии для описания культурной эволюции.
В 1976 произошло сразу два события, которые создали предпосылки для развития теории двойной наследственности. В этом году Ричард Докинз в своей книге «Эгоистичный ген» (англ. The Selfish Gene) представил широкой аудитории идею культурной эволюции. Однако, несмотря на то, что его труд стал одной из самых популярных научных книг того времени, из-за отсутствия каких-либо математических доказательств, его идеи мало повлияли на развитие теории двойной наследственности. Тогда же специалисты в популяционной генетике Луиджи Лука Кавалли-Сфорца и Маркус Фельдман опубликовали первое описание моделей генно-культурной коэволюции. Эти модели легли в основу дальнейшего изучения процессов распространения и изменения поведенческих особенностей.
В 1980-х Чарльз Лумсден и Эдвард Осборн Уилсон выпустили книгу «Гены, разум и культура» (англ. Genes, Mind and Culture). В ней представлен ряд математических доказательств того, как генетическая эволюция влияет на отбор культурных особенностей, и как они, в свою очередь, провоцируют генетические изменения. Это была первая серьезная работа, доказывающая совместное развитие и взаимозависимость генов и культуры, но она не оказала должного эффекта на распространение теории двойной наследственности. Наоборот, многочисленные споры вокруг идей Уилсона затмили доказанные им явления.
В 1981 на свет появляется вторая книга Луиджи Луки Кавалли-Сфорца и Маркуса Фельдмана, «Культурная трансмиссия и эволюция: количественный подход» (англ. Cultural Transmission and Evolution: A Quantitative Approach). Заимствуя методики популяционной генетики и эпидемиологии, авторы построили математическую теорию, которая описывает различные варианты распространения поведенческих моделей: вертикальную наследственности (от родителей потомству), диагональную наследственность (от старшего поколения младшему) и горизонтальную наследственность (между членами одной группы).
В 1985 выходит работа Роберта Бойда и Питера Ричерсона «Культура и эволюционный процесс» (англ. Culture and the Evolutionary Process). Эта книга описывает процессы развития социального научения в разных условиях, популяционный эффект, который оно оказывает, различные механизмы культурного отбора, формы погрешностей выбора, а также то, как сосуществуют генетическая и культурная эволюции. Также авторы наметили направления для будущих исследований, которые все ещё остаются актуальными. Несмотря на то, что после публикации «Культуры и эволюционного процесса» теория двойной наследственности стала активно разрабатываться, в том числе стали проводиться различные эмпирические исследования, эта книга до сих пор остается единственным серьезным научным трудом по данной теме.

## Современное развитие теории и критика
В 2006 году профессор Гарвардского университета Эдвард Осборн Уилсон с сожалением говорил о недостаточном научном интересе к теории двойной наследственности:
… это, наверное, самое перспективное направление научной деятельности, которое привлекло крайне мало людей и усилий.
Кевин Лаланд и Джиллиан Браун соотносят непопулярность теории с тем, что она описывает достаточно формальные понятия:
Этот во всех отношениях сложный, но перспективный подход … может показаться слишком абстрактным всем кроме самых ярых фанатов. До тех пор пока теоретические иероглифы не будут переведены на эмпирический язык науки, большинство наблюдателей так и останутся невосприимчивыми к этим идеям.
Экономист Герберт Гинтис выступает против подобной позиции, ссылаясь на многочисленные эмпирические исследования и на работы, в которых использовались методы поведенческой экономики. Эти техники применялись для того, чтобы проверить предсказания относительно дальнейшего культурного развития в лабораторных условиях, также как и для практического изучения различий между небольшими общностями.
Поскольку главная цель теории двойной наследственности заключается в том, чтобы объяснить распространение различных поведенческих моделей и культурных особенностей, в ней также могут использоваться методы этнографии и этнологии. Многие выводы сделанные теоретиками-этнологами доказывают идеи, выдвинутые в рамках теории двойной наследственности. Однако до сих было проведено недостаточно практических экспериментов, чтобы подтвердить существующие гипотезы. Герберт Гинтис назвал теорию двойной наследственности одной из основных концептуальных теорий способных объединить поведенческие науки, включая экономику, биологию, антропологию, социологию, психологию и политологию. Так как она апеллирует и к генетическим, и к культурным компонентам, Гинтис считает, что эта теория может использоваться в качестве единственно верного объяснения человеческого поведения.